# Magellano
Pour les articles homonymes, voir Magellan.
Albums de Francesco Gabbani
Eternamente ora
(2016)
Singles
1. Occidentali's Karma
Sortie : 10 février 2017
2. Tra le granite E le granate[4]
Sortie : 5 mai 2017
3. Pachidermi e pappagalli
Sortie : 15 septembre 2017

Magellano ou Magellan à l'international, est le troisième album studio du chanteur et auteur-compositeur italien Francesco Gabbani, disponible le 28 avril 2017 en Italie et le 12 mai à l'international, sous le label BMG Rights Management,,,.
Cet album inclut la chanson Occidentali's Karma gagnante du Festival de Sanremo 2017 et représentante de l'Italie au Concours Eurovision de la chanson 2017 qui se déroule à Kiev. Le disque contient également le titre Susanna, Susanna, une reprise de la chanson d'Adriano Celentano, que Francesco Gabbani a présenté lors de la troisième soirée du festival dédiée aux reprises, et avec laquelle il a terminé à la 8e place.
La version internationale disponible la veille de la finale du Concours Eurovision de la chanson 2017, contient aussi le titre Amen avec lequel Francesco Gabbani a remporté le Festival de Sanremo 2016 dans la catégorie des Nuove Proposte.
Dès sa sortie, l'album se classe n°1 des ventes en Italie dans le classement hebdomadaire de la FIMI . Le 1er juin 2017, un peu plus d'un mois après sa sortie en Italie, l'album est certifié disque d'or.

## Pistes

### Version italienne[11]
| 1. | Magellano                        | 3:23 |
| 2. | Tra le granite E le granate      | 3:09 |
| 3. | Occidentali's Karma (Radio Edit) | 3:37 |
| 4. | A Moment of Silence              | 3:04 |
| 5. | La mia versione dei ricordi      | 3:25 |
| 6. | Susanna, Susanna                 | 2:43 |
| 7. | Foglie al gelo                   | 3:26 |
| 8. | Pachidermi e pappagalli          | 3:22 |
| 9. | Spogliarmi                       | 3:56 |

### Version internationale[12]
| Magellan | Magellan                         | Magellan | Magellan | Magellan | Magellan | Magellan | Magellan | Magellan | Magellan |
| No       | Titre                            | Durée    |          |          |          |          |          |          |          |
| -------- | -------------------------------- | -------- | -------- | -------- | -------- | -------- | -------- | -------- | -------- |
| 1.       | Magellano                        | 3:23     |          |          |          |          |          |          |          |
| 2.       | Tra le granite E le granate      | 3:09     |          |          |          |          |          |          |          |
| 3.       | Occidentali's Karma (Radio Edit) | 3:37     |          |          |          |          |          |          |          |
| 4.       | A Moment of Silence              | 3:04     |          |          |          |          |          |          |          |
| 5.       | Amen (Radio Edit)                | 3:16     |          |          |          |          |          |          |          |
| 6.       | La mia versione dei ricordi      | 3:25     |          |          |          |          |          |          |          |
| 7.       | Susanna, Susanna                 | 2:43     |          |          |          |          |          |          |          |
| 8.       | Foglie al gelo                   | 3:26     |          |          |          |          |          |          |          |
| 9.       | Pachidermi e pappagalli          | 3:22     |          |          |          |          |          |          |          |
| 10.      | Spogliarmi                       | 3:56     |          |          |          |          |          |          |          |
| 33:21    |                                  |          |          |          |          |          |          |          |          |

## Certifications
| Année | Ventes | Certification         |
| ----- | ------ | --------------------- |
| 2017  | 25 000 | Or Italie (FIMI)      |
| 2017  | 50 000 | Platine Italie (FIMI) |